# Helen Kleeb
Helen Kleeb (South Bend, 6 gennaio 1907 – Los Angeles, 28 dicembre 2003) è stata un'attrice statunitense.

## Filmografia parziale

### Cinema
- Il quarto uomo (Kansas City Confidential), regia di Phil Karlson (1952)
- Magnifica ossessione (Magnificent Obsession), regia di Douglas Sirk (1954)
- Quella che avrei dovuto sposare (There's Always Tomorrow), regia di Douglas Sirk (1956)
- L'ovest selvaggio (A Day of Fury), regia di Harmon Jones (1956)
- L'uomo senza corpo (Curse of the Undead), regia di Edward Dein (1959)
- Sette giorni a maggio (Seven Days in May), regia di John Frankenheimer (1964)
- Piano... piano, dolce Carlotta (Hush...Hush, Sweet Charlotte), regia di Robert Aldrich (1964)
- Donne, v'insegno come si seduce un uomo (Sex and the Single Girl), regia di Richard Quine (1964)
- La carovana dell'alleluia (The Hallelujah Trail), regia di John Sturges (1965)
- Non per soldi... ma per denaro (The Fortune Cookie), regia di Billy Wilder (1966)
- Ladri sprint (Fitzwilly), regia di Delbert Mann (1967)
- Hollywood Party (The Party), regia di Blake Edwards (1968)
- Due occhi di ghiaccio (Blue), regia di Silvio Narizzano (1968)
- Star Spangled Girl, regia di Jerry Paris (1971)
- Il più bel casino del Texas (The Best Little Whorehouse in Texas), regia di Colin Higgins (1982)

### Televisione
- Lux Video Theatre – serie TV, 3 episodi (1955-1956)
- Dragnet – serie TV, 6 episodi (1952-1958)
- Playhouse 90 – serie TV, 9 episodi (1956-1960)
- Telephone Time – serie TV, episodio 3x06 (1957)
- The Rough Riders – serie TV, episodio 1x28 (1959)
- Ricercato vivo o morto (Wanted: Dead or Alive) – serie TV, episodio 2x02 (1959)
- Dennis the Menace – serie TV, 5 episodi (1959-1962)
- Mr. Lucky – serie TV, episodio 1x30 (1960)
- Pete and Gladys – serie TV, episodi 2x02-2x11 (1961)
- Branded – serie TV, episodio 1x04 (1965)
- I Pruitts (The Pruitts of Southampton) – serie TV, episodio 1x10 (1966)
- The Red Skelton Show – serie TV, 14 episodi (1955-1970)
- Bonanza – serie TV, 4 episodi (1969-1972)
- Gunsmoke – serie TV, 4 episodi (1956-1972)
- Una famiglia americana (The Waltons) – serie TV, 66 episodi (1972-1981)
- Le avventure di Huckleberry Finn (The Adventures of Huckleberry Finn) – film TV (1981)
- A Walton Easter – film TV (1997)

## Doppiatrici italiane
- Wanda Tettoni in Quella che avrei dovuto sposare, Donne, v'insegno come si seduce un uomo, Due occhi di ghiaccio
- Franca Dominici in Magnifica ossessione
- Giovanna Cigoli ne La legge del Signore
- Miranda Bonansea ne La carovana dell'alleluia